# Simulium subpalmatum
Simulium subpalmatum är en tvåvingeart som beskrevs av Davies och Gyorkos 1992. Simulium subpalmatum ingår i släktet Simulium och familjen knott.
Artens utbredningsområde är Sri Lanka. Inga underarter finns listade i Catalogue of Life.